# Comitè de Guerra de Gijón
El Comitè de Guerra de Gijón va ser una institució política de predomini anarquista de la ciutat de Gijón durant l'inici de la Guerra Civil espanyola i en el context de la Revolució Espanyola de 1936. Desenvolupat el juny de 1936 i presidit per Segundo Blanco, de la CNT, el comitè comptava amb comissions de guerra, transports, proveïment i salubritat. A Sama, havia sorgit alhora el Comitè Popular de Sama de Langreo de preponderància socialista.
Finalment, gràcies a la pressió del Govern ambdós comitès es van fusionar, aquest mateix any, en un altre localitzat a Gijón el 23 de desembre (el Consell Interprovincial d'Astúries i Lleó), presidit pel socialista Belarmino Tomás.